# 诺伊里德
诺伊里德是德国巴登-符腾堡州的一个市镇。总面积57.85平方公里，总人口9351人，其中男性4576人，女性4775人（2011年12月31日），人口密度162人/平方公里。